# FNAB-43衝鋒槍
FNAB-43是一款由意大利社會共和國槍械製造工廠布雷西亚國家武器工廠（義大利語：Fabbrica Nazionale d＇Armi di Brescia，縮寫：FNA-B，因該工廠而得名）在1942年研製其首枝原型槍、並在1943年至1944年間生產的冲锋枪，估計僅生產了7,000枝，並且發配給德國和在意大利北部的意大利社会共和国部隊，發射9×19公釐帕拉貝倫口徑手枪子彈。
FNAB-43是當時製造昂貴的武器，因為它在製造過程中大量地使用了銑削和精密工程技術。
被德國接收的FNAB-43的命名為MP43(i)（全寫：Maschinen Pistole 43 (italienisches)）。

## 歷史
第二次世界大戰期間，意大利皇家陸軍的制式衝鋒槍是貝瑞塔M1938衝鋒槍。它是意大利武器最成功的設計之一，但並非沒有缺陷。這款衝鋒槍的生產技術是最重要的技術之一（主要基於銑削）。貝瑞塔M1938對於衝鋒槍而言也實在過長了。
1943年，FNAB-43衝鋒槍在布雷西亚開始生產。它是第二次世界大戰中最有趣的衝鋒槍之一。與戰爭期間生產的其他衝鋒槍的設計者尋求獲得簡單易用的武器思想不同，FNAB-43可是非常複雜的設計。
由於FNAB-43只在1943年至1944年間生產，生產複雜的機制既困難又昂貴；加上國家處於緊急狀態，需要供應大量武器，武器的質量是次要的事。因此，在生產了大約7,000枝FNAB-43以後，生產就被終止。

## 概述
FNAB-43誕生於世界大戰期間，當時的武器趨勢傾向於製造緊湊、輕便和廉價。與貝瑞塔MAB 38和同期的TZ-45相比，它並無採用任何木製或是模製的零件，而是由整體加工而成的零件組裝而成。而此，這種衝鋒槍的生產方式相當昂貴，但這卻沒有中止其生產（實際上一直持續到戰爭的最後幾週仍然生產），也並無停止其發配至武裝部隊。它是一款精良、精確而且有效的武器。閉膛待擊的特性以及全自動射速較慢，都使得其格外穩定和可控制。其原始的機械特性，可以在某種程度上與現代的HK MP5冲锋枪進行比較。
FNAB-43採用了槓桿延遲反衝作用系統，並且在槍栓閉鎖以下射擊。槍栓為兩件分體式裝置，在槍栓頭和槍栓體之間置入了可轉動的槓桿。發射時，螺栓頭縮回並且開始轉動控制桿，而控制桿的基部會抵抗著槍栓體以上的凸耳。轉動該桿可延遲開鎖運動，使得彈丸離開槍管。然後，在槓桿的轉動完成以前，後膛壓力會下降。然後，槓桿的運動會使得自由端壓在槍栓主體以上，並且加速槍栓向後運動。然後，槓桿的基部會拉出凸耳，而整個槍栓組件會成一體的繼續後座。復進時，槓桿再度與凸耳接合而且向前樞轉，並且在此過程中移除了一具只能在槍栓完全向前時才可讓撞針運動的聯軸器。這套異常複雜的系統無需使用沉重的槍栓或是強力的彈簧，即可將射速控制在非常實用的400發／分鐘。
FNAB-43還在包覆槍管的穿孔式氣冷隔熱罩以上的槍口端形成了制退及補償器，類似於一部份俄羅斯武器；而且彈匣插槽為鉸接式，因此彈匣可以像法國MAT-49那樣位於槍管下方並且保持平行。（該設計以匈牙利達努維亞39M衝鋒槍為模型）。金屬管式槍托參考了MP40冲锋枪，可以向上折疊，使得武器更為緊湊，也方便了突擊部隊的武器運輸。

## 流行文化

### 電子遊戲
- 2021年—《應徵入伍》

## 資料來源
1. ↑  http://www.secondeguerre.net/Armes/fnab%5B%5D

## 外部連結
- （法文）—Secundeguerre.net（页面存档备份，存于）
- （英文）—FNAB-43 at Security arms（页面存档备份，存于）
- （英文）—FNAB 43（页面存档备份，存于）
- （英文）—FNAB-43 | World War II Wiki | Fandom（页面存档备份，存于）
- （英文）—FNAB-43 Submachine Gun | World War II Database（页面存档备份，存于）